# Youssoufa Moukoko
Youssoufa Moukoko (Yaundé, 20 de noviembre de 2004) es un futbolista camerunés-alemán que juega de delantero en el F. C. Copenhague de la Superliga de Dinamarca.

## Trayectoria
Comenzó su carrera deportiva en el Borussia Dortmund, con el que debutó el 21 de noviembre de 2020, en un partido de la Bundesliga frente al Hertha de Berlín, que terminó con victoria del Dortmund por 2-5. En este partido se convirtió en el debutante más joven con el Borussia Dortmund, con 16 años y 1 día, superando el récord anterior que había establecido Nuri Şahin en 2005.
Antes de debutar con el primer equipo ya rompió récords de precocidad en las categorías inferiores del Dortmund, logrando marcar seis goles con el equipo sub-19 frente al Wuppertaler SV. También se convirtió en el futbolista más joven en debutar en la Liga Juvenil de la UEFA, tras debutar el 17 de septiembre de 2019 frente al equipo juvenil del F. C. Barcelona. Un mes más tarde se convirtió en el futbolista más joven en hacer un gol en dicha competición.
Volvió a romper estadísticas el 8 de diciembre de 2020, cuando debutó en Liga de Campeones de la UEFA con 16 años y 18 días, convirtiéndose en el futbolista más joven en jugar dicha competición. El partido fue contra el Zenit de San Petersburgo, que acabó con victoria para los alemanes por 1-2.[cita requerida]
El 18 de diciembre de 2020 convirtió su primer gol en la Bundesliga, en el minuto 60 frente al F. C. Union Berlin, convirtiéndose así en el futbolista más joven en marcar en dicha competición, con 16 años y 28 días, rompiendo el récord de Florian Wirtz.
El 28 de agosto de 2024, después de haber jugado 99 partidos con el Borussia Dortmund y haber marcado 18 goles, fue cedido al O. G. C. Niza. Tras esta cesión dejó definitivamente el club alemán y fichó por el F. C. Copenhague con un contrato hasta 2030.

## Selección nacional
Fue internacional sub-16, sub-20 y sub-21 con la selección de fútbol de Alemania. Con esta última debutó el 2 de septiembre de 2021 y se convirtió en el debutante y goleador más joven en la historia de la selección alemana en esta categoría.
En noviembre de 2022 fue convocado con la absoluta para participar en el Mundial. Debutó, con 17 años y 361 días, en un amistoso previo al inicio del torneo ante Omán que le hizo ser el debutante más joven con la selección alemana desde Uwe Seeler en 1954. A este también le superó como el alemán más joven en disputar un partido de la Copa del Mundo después de tener minutos ante Japón.

#### Participaciones en Copas del Mundo
| Mundial           | Sede  | Resultado    | Partidos | Goles |
| ----------------- | ----- | ------------ | -------- | ----- |
| Copa Mundial 2022 | Catar | Primera fase | 1        | 0     |

## Estadísticas

### Clubes
Actualizado al último partido disputado el 5 de febrero de 2025.
| Club                            | Div.          | Temporada     | Liga  | Liga  | Copas nacionales | Copas nacionales | Copas internacionales | Copas internacionales | Total | Total |
| Club                            | Div.          | Temporada     | Part. | Goles | Part.            | Goles            | Part.                 | Goles                 | Part. | Goles |
| ------------------------------- | ------------- | ------------- | ----- | ----- | ---------------- | ---------------- | --------------------- | --------------------- | ----- | ----- |
| Borussia Dortmund · Alemania    | 1.ª           | 2020-21       | 14    | 3     | 0                | 0                | 1                     | 0                     | 15    | 3     |
| Borussia Dortmund II · Alemania | 3.ª           | 2021-22       | 2     | 1     | ―                | ―                | ―                     | ―                     | 2     | 1     |
| Borussia Dortmund II · Alemania | Total club    | Total club    | 2     | 1     | 0                | 0                | 0                     | 0                     | 2     | 1     |
| Borussia Dortmund · Alemania    | 1.ª           | 2021-22       | 16    | 2     | 3                | 0                | 3                     | 0                     | 22    | 2     |
| Borussia Dortmund · Alemania    | 1.ª           | 2022-23       | 26    | 7     | 3                | 0                | 6                     | 0                     | 35    | 7     |
| Borussia Dortmund · Alemania    | 1.ª           | 2023-24       | 20    | 5     | 3                | 1                | 4                     | 0                     | 27    | 6     |
| Borussia Dortmund · Alemania    | Total club    | Total club    | 76    | 17    | 9                | 1                | 14                    | 0                     | 99    | 18    |
| O. G. C. Niza Francia           | 1.ª           | 2024-25       | 11    | 2     | 3                | 0                | 8                     | 0                     | 22    | 2     |
| O. G. C. Niza Francia           | Total club    | Total club    | 11    | 2     | 3                | 0                | 8                     | 0                     | 22    | 2     |
| F. C. Copenhague Dinamarca      | 1.ª           | 2025-26       | 0     | 0     | 0                | 0                | 0                     | 0                     | 0     | 0     |
| Total club                      | Total club    | 0             | 0     | 0     | 0                | 0                | 0                     | 0                     | 0     |       |
| Total carrera                   | Total carrera | Total carrera | 89    | 20    | 12               | 1                | 22                    | 0                     | 123   | 21    |

## Palmarés

### Títulos nacionales
| Título           | Club              | País     | Año  |
| ---------------- | ----------------- | -------- | ---- |
| Copa de Alemania | Borussia Dortmund | Alemania | 2021 |

## Vida privada
El viernes 13 de enero de 2023, medios como Daily Mail o Bild, extendieron el rumor de una supuesta falsificación de los papeles de nacimiento de Moukoko. Según estos, el camerunés habría nacido en el año 2000 y no en 2004. No obstante, la única versión oficial publicada tras una investigación por la FIFA, es que Moukoko no estaría mintiendo y tiene la edad que pone en el registro.
En 2024, ProSieben emitió un documental donde Joseph Moukoko, presunto padre biológico del jugador, declaró bajo juramento que Youssoufa no sería su hijo biológico ni de su esposa Marie Moukoko. Tampoco habría nacido el 20 de noviembre de 2004 en Yaundé, Camerún, sino el 19 de julio de 2000. Además, confesó haber sido él quien falsificó los documentos de Youssoufa.